# 100+1 zahraniční zajímavost
100+1 zahraniční zajímavost (také 100+1 zz, 100+1, hovorově „stoplusjednička“) je český časopis, čtrnáctideník vydávaný od roku 1964.

## Historie
Původním vydavatelem byla zahraniční redakce ČTK (Československá tisková kancelář) a obsahem časopisu byly články převzaté převážně ze zahraničního tisku a původní reportáže zpravodajů ČTK. V roce 1994 se vydavatelem časopisu stala nově založená akciová společnost 100+1, v jejímž představenstvu zasedli Petr Kellner, Milan Vinkler a Jaroslav Bažant. V létě roku 2010 se vydavatel dostal do potíží a časopis přestal vycházet. V listopadu roku 2011 pak obnovilo titul vydavatelství Extra Publishing, s. r. o. jako populárně-naučný časopis.

## Současnost
Hlavní rubriky současné podoby časopisu jsou:
- Příroda a cestování
- Věda a technika
- Historie
- Lidé a společnost

Časopis zveřejňuje denně na svém Twitteru a Facebooku alespoň jednu zajímavost převážně ze světa vědy a techniky. Šéfredaktorem časopisu je od roku 2013 David Bimka. 